# Nagy-Hideg-hegy
Nagy-Hideg-hegy är ett berg i Ungern.   Det ligger i provinsen Pest, i den nordvästra delen av landet, 50 km norr om huvudstaden Budapest. Toppen på Nagy-Hideg-hegy är 801 meter över havet. Nagy-Hideg-hegy ingår i Börzsöny.
Terrängen runt Nagy-Hideg-hegy är huvudsakligen kuperad. Runt Nagy-Hideg-hegy är det ganska tätbefolkat, med 83 invånare per kvadratkilometer. Närmaste större samhälle är Szob, 13,7 km söder om Nagy-Hideg-hegy. I omgivningarna runt Nagy-Hideg-hegy växer i huvudsak lövfällande lövskog.